# Total Ozone Mapping Spectrometer

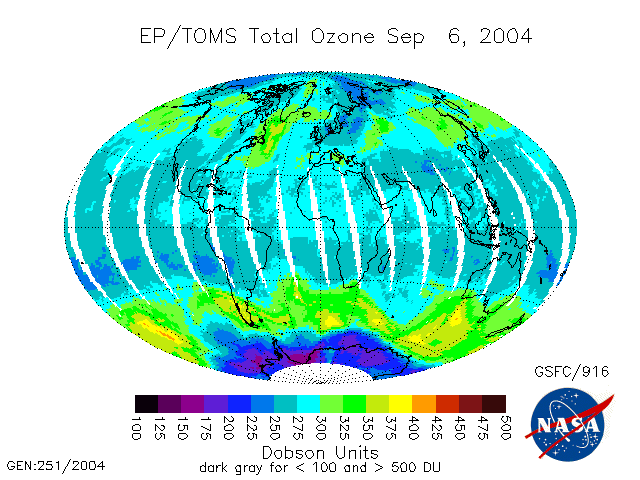
Ozono casi global para el 6 de septiembre de 2004, por TOMS-EP

El Espectrómetro de Mapeo de Ozono Total (en inglés, Total Ozone Mapping Spectrometer, TOMS) fue un instrumento satelital de la NASA, específicamente un espectrómetro, para medir los valores de ozono. De los cinco instrumentos TOMS que se construyeron, cuatro entraron en órbita exitosa. Los satélites que llevaban instrumentos TOMS fueron: 
- Nimbus 7; lanzado el 24 de octubre de 1978. Operado hasta el 1 de agosto de 1994. Llevó el instrumento TOMS número 1.
- Meteor-3-5; lanzado el 15 de agosto de 1991. Operado hasta diciembre de 1994. Fue el primer y último satélite soviético en llevar un instrumento fabricado en Estados Unidos. Llevó el instrumento TOMS número 2.
- ADEOS I; lanzado el 17 de agosto de 1996. Operado hasta el 30 de junio de 1997. La misión fue interrumpida por un fallo de una nave espacial.
- Sonda TOMS-Earth; lanzado el 2 de julio de 1996. Operado hasta el 2 de diciembre de 2006. Llevó el instrumento TOMS número 3.
- QuikTOMS; lanzado el 21 de septiembre de 2001. Sufrió un error de lanzamiento y no entró en órbita.

Nimbus 7 y Meteor-3-5 proporcionaron mediciones globales del ozono total de la columna diariamente y juntos proporcionaron un conjunto completo de datos de ozono diario desde noviembre de 1978 hasta diciembre de 1994. Después de un período de dieciocho meses cuando el programa no estuvo en órbita capacidad, TOMS-Earth Probe se lanzó el 2 de julio de 1996, seguido de ADEOS I. ADEOS I se lanzó el 17 de agosto de 1996 y el instrumento TOMS a bordo proporcionó datos hasta que el satélite que lo albergaba perdió energía el 30 de junio de 1997.

### TOMS-Earth Probe
TOMS-Earth Probe (Total Ozone Mapping Spectrometer - Earth Probe, TOMS-EP, originalmente solo TOMS, COSPAR 1996-037A) fue lanzado el 2 de julio de 1996 desde Vandenberg AFB por un cohete Pegasus XL. El proyecto satelital se conocía originalmente como TOMS, en 1989, cuando fue seleccionado como una misión SMEX en el programa Explorer. Sin embargo, no encontró fondos como la misión Explorer y se transfirió al programa Earth Probe de la NASA, obteniendo fondos y convirtiéndose en TOMS-EP. El pequeño satélite de 295 kg fue construido para la NASA por TRW; El único instrumento era el espectrómetro TOMS 3. El satélite tenía una vida prevista de dos años. TOMS-EP sufrió un retraso de dos años en su lanzamiento debido a fallas en el lanzamiento de los dos primeros cohetes Pegasus XL. Los retrasos en el lanzamiento llevaron a alternancias en la misión; El satélite se colocó en una órbita más baja de lo planeado originalmente para lograr una resolución más alta y permitir un estudio más exhaustivo de los aerosoles que absorben los rayos UV en la troposfera. La órbita más baja estaba destinada a complementar las mediciones de ADEOS I permitiendo que TOMS-EP proporcione mediciones suplementarias. Después de que ADEOS fallé en órbita, TOMS-EP fue impulsado a una órbita más alta para reemplazar a ADEOS I. El transmisor para TOMS-Earth Probe falló el 2 de diciembre de 2006.
Desde el 1 de enero de 2006, los datos del satélite Aura, Ozone Monitoring Instrument (OMI) han reemplazado los datos de TOMS-Earth Probe. Ozone Mapping and Profiler Suite en Suomi NPP y NOAA-20 han continuado el registro de datos.

### QuikTOMS
El único fracaso total en la serie fue QuikTOMS, que se lanzó el 21 de septiembre de 2001 en un cohete Taurus de Vandenberg AFB, pero no alcanzó la órbita.

## Galería

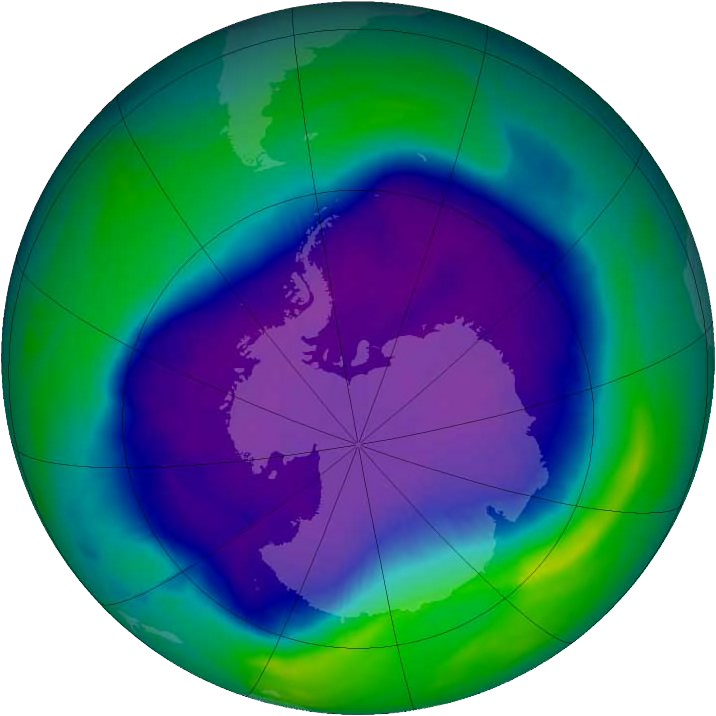
Imagen del agujero de ozono antártico más grande registrado hasta la fecha (septiembre de 2006).
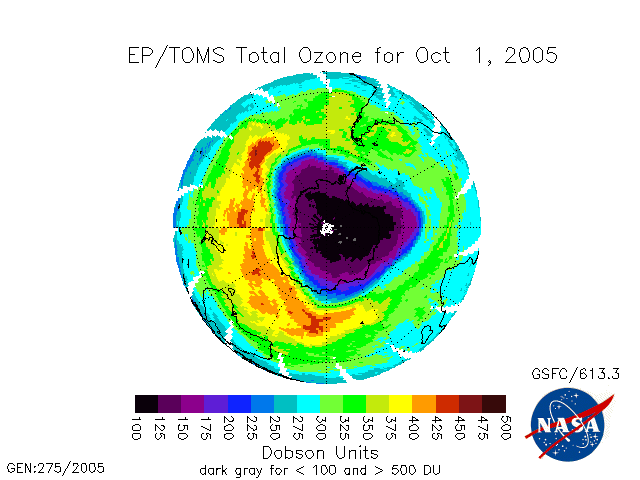
Niveles de ozono sobre el Polo Sur en octubre de 2005.
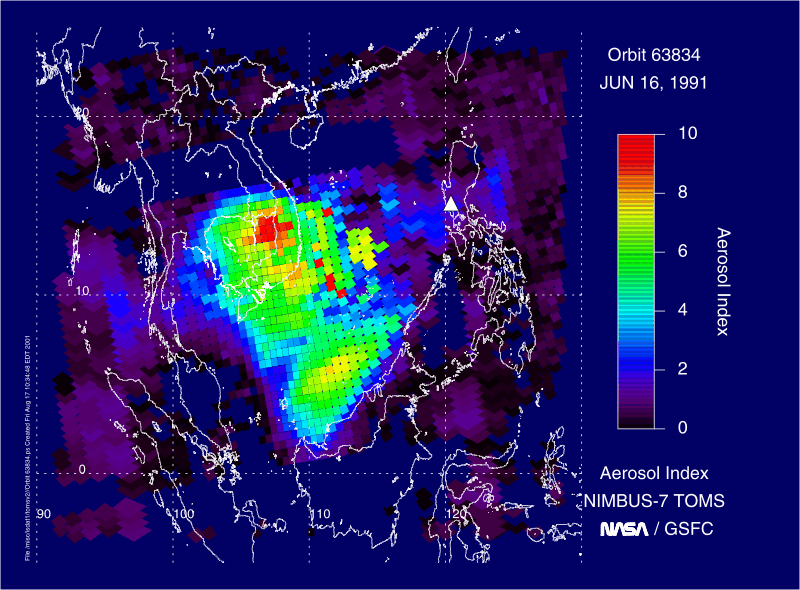
Monte Pinatubo 1991 cenizas y aerosoles.
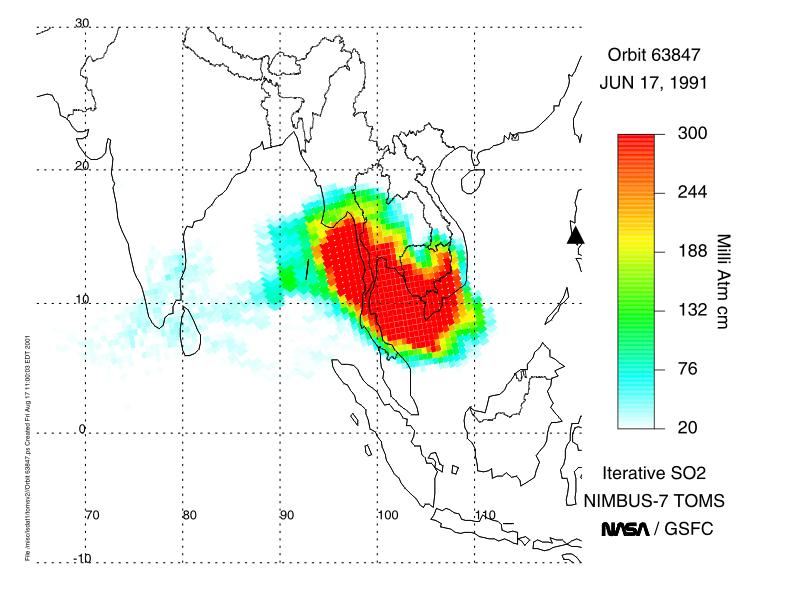
Monte Pinatubo 1991 dióxido de azufre.
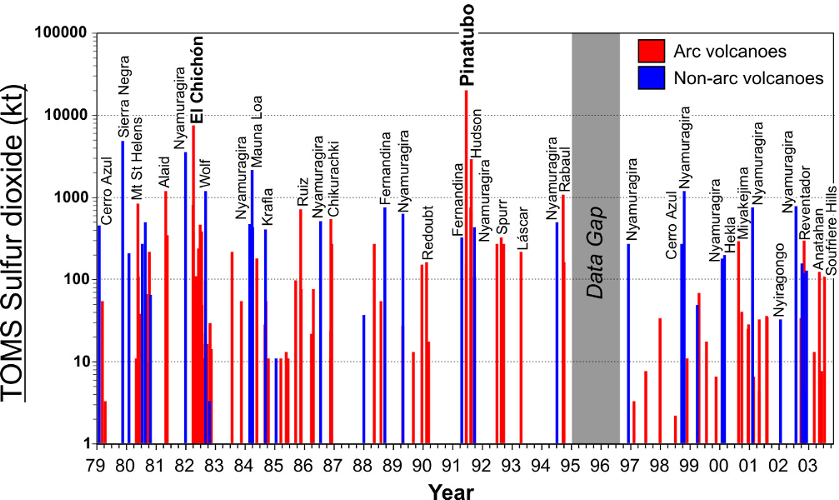
Emisiones de dióxido de azufre de los volcanes.